# Gheorghe Bărbat
Gheorghe Bărbat (n. 1858 – , Blaj, Alba, România) a fost un protopop român unit, deputat în Marea Adunare Națională de la Alba Iulia, care a adoptat hotărârea privind Unirea Transilvaniei cu România, la 1 decembrie 1918.:p. 77

## Biografie
Gheorghe Bărbat a absolvit cursurile Gimnaziului Superior din Blaj, după care a urmat timp de doi ani teologia, tot la Blaj, iar ultimii doi ani a continuat teologia la Universitatea din Budapesta. Reîntorcându-se la Blaj și-a început activitatea spirituală ca preot celibatar, iar mai apoi mitropolitul Ioan Vancea i-a încredințat protopopiatul Blajului apreciind calitățile sale. 
A slujit timp de 35 de ani la Biserica Grecilor din Blaj.

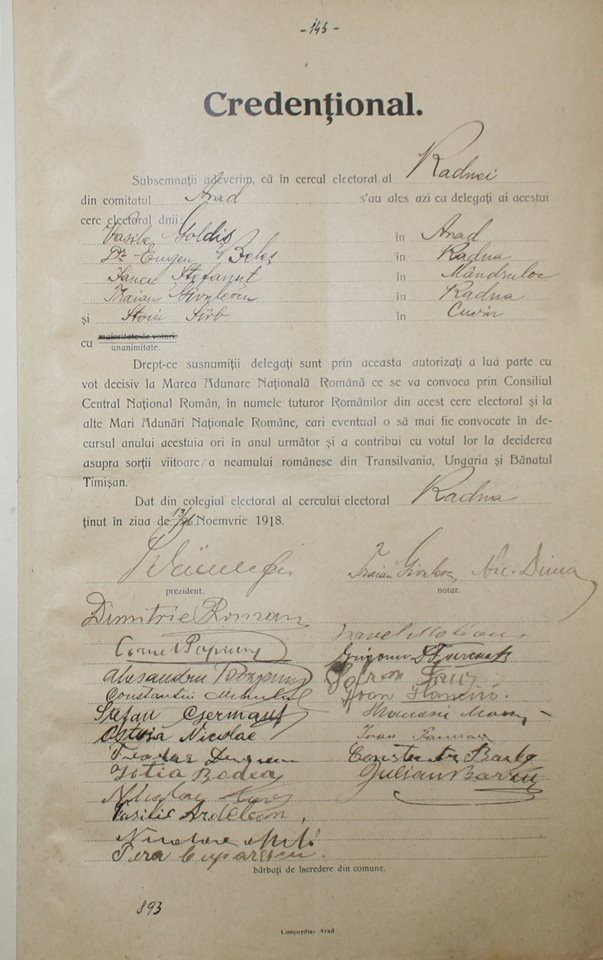
Credențional

Gheorghe Bărbat s-a numărat alături de ceilalți fruntași ai Blajului între fondatorii institutului de merit „Patria” din Blaj, în al cărui consiliu a fost ales până la sfârșitul vieții.